# Mesolimbiska dopaminsystemet

Schematisk bild över hjärnans dopaminerga nervbanor. Ventralt kan det mesolimbiska dopaminsystemet ses, där VTA projicerar nervsignaler till NAc.

Mesolimbiska dopaminsystemet (MDS) är en dopaminerg nervbana, vars funktion är viktig för kroppens belöningssystem. MDS funktion är bland annat att upprätthålla så kallad motiverande saliens. Med detta menas ett uppsökande beteende mot en belöning. MDS reglerar viljan att erhålla en belöning, snarare än uppskattningen av en belöning. Då denna nervbanan blir överkänslig, s.k. hyperkänslighet leder detta till utvecklandet av beroende. Dess anatomiska struktur baseras på dopaminerga projektioner som börjar i Ventral Tegmental Area (VTA) och sträcker sig till Nucleus Accumbens (NAc).

## Anatomi
Den mesolimbiska nervbanan sträcker sig från ventral tegmental area i mitthjärnan till nucleus accumbens i ventrala striatum.

### Ventral Tegmental Area
Den ventrala tegmental-arean (VTA) utgör en distinkt grupp av neuroner i mitthjärnan (lat. mesencephalon), vars position är lateral om den dopaminerga A9 cellgruppen substantia nigra. Med hjälp av fluorescens har det kunnats upptäckas att VTA framförallt innehåller dopaminerga neuroner inom den dopaminerga cellgruppen A10. VTA är uppdelad i en dorsal del, kallad nucleus parabrachial pigmentosus, och en lateral del kallad nucleus paranigralis.
När VTA blir stimulerad, projicerar den en så kallad fasisk nervsignal till NAc. Nervsignalen som är kort och snabb, triggas av presynaptisk aktivitet.
VTA innehåller också GABAerga respektive kolinerga interneuroner. Modifiering av deras aktiviteter kommer i sin tur att påverka dopaminerg aktivitet. För en mer övergripande beskrivning av VTA, se ventrala tegmentområdet.

### Nucleus Accumbens
Nucleus accumbens ligger i den ventrala delen av striatum som är beläget i de basala ganglierna.  Skalet och kärnan i NAc skiljer sig i konnektivitet till andra hjärnområden, vilket leder till en skillnad i deras funktioner (se underrubrik nedan: Skal och kärna).  
Den dopaminerga aktiviteten i NAc är en viktig del av MDS och har kunnat kopplas till ett flertal olika psykologiska tillstånd (se underrubrik nedan: MDS-relaterade sjukdomar). Dopamin projicerat från VTA binder till dopaminreceptorerna D1 och D2. Den förstnämnda ökar sannolikheten för en neurotransmission, medan den sistnämnda minskar den. NAc påverkas också av andra hjärnområden. Från amygdala, hippocampus och prefrontala cortex projiceras glutamerga signaler. Från Raphe nucleus serotonerga signaler och från Locus coeruleus kommer noradrenerga signaler.
NAc består till stor del av MSNs (medium spiny projection neurons). Dessa är GABAerga neuroner som uttrycker antingen D1 eller D2 receptorerna. Striatala MSNs som uttrycker både D1 och D2 existerar men är sällsynta. Aktivering av D1 på MSNs leder till ett sökande beteende av en belöning, medan aktivering av D2 leder till ett avvikande.
MSNs aktivitet påverkas också av glutamerga nervsignaler. De glutamerga neuronerna binder in till huvudet av MSNs dendritiska grenar. De dopaminerga neuroner binder istället in på dess nacke. Detta ger upphov till en komplex interaktion mellan glutamat och dopamin som kommer att reglera aktiviteten av NAc. MSNs projicerar också en nervsignal tillbaks till VTA, som i sin tur påverkar dess glutamerga aktivitet.

## Funktion
MDS konkreta funktion och dess roll i kroppens belöningssystem har länge diskuterats, som till exempel motiverande saliens och uppskattat värde av belöning. En ökad förståelse av detta skulle ge en tydligare förklaring till människans behov av belöningar.   

### Motiverande saliens
MDS är involverat i kroppens belöningssystem. Det har tidigare funnits ett flertal hypoteser om dess och dopaminets funktion. Dessa ingick i två olika kategorier. Den ena argumenterade för en koppling mellan MDS och kroppens sensorimotorik. Genom sensoriskt stimuli, t.ex en lukt, aktiveras dopaminprojektioner i MDS som i sin tur inducerar ett motoriskt svarssystem, eller en icke-specifik arousalreaktion. Den andra hypoteskategorin byggde på en hedonistisk princip och menade att MDS styrde själva njutningen av en belöning. Båda dessa hade starkt empiriskt stöd, men var fortfarande otillräckliga för att förklara alla de fenomen som tillskrevs MDS.
År 1989 presenterades en ny hypotes kring MDS funktion, som var mer övergripande än de tidigare teorierna, av forskarna Kent Berridge, Terry E Robinson och Isabel L Venier. I deras artikel Taste reactivity of 6-Hydroxydopamine-induced Aphagia diskuterades ett eget utfört experiment som revolutionerade kunskapen om MDS funktion. Försöket gick ut på att gnagare, vars mesostriatala dopaminförråd hade förstörts, fick äta söt och bitter mat. För att bestämma ifall den gillade den intagna maten filmades deras smakreaktioner, det vill säga hur många gånger den utförde munrörelser som indikerade uppskattning. Ifall sensorimotori arousal hypoteserna var korrekta skulle både positiva och negativa smakreaktioner minska. Om de hedonistiska hypoteserna stämde, skulle det ske en negativ förändring i uppskattningen av den intagna födan, d.v.s minskad positiv respons.
Experimentet visade emellertid att försöksobjektet tycktes njuta av födan lika mycket som innan dess mesostriatala dopaminförråd hade förstörts. Slutsatsen som då kunde dras var att varken MDS eller dopamin hade en roll i uppskattningen av en belöning eller en koppling till sensorimotoriken. Robins, Berridge och Vernier menar därför att MDS reglerar det motiverande och sökande beteendet av en belöning. Så kallad "incentive salience".

### Uppskattat värde av belöning
Dopaminerga projektioner från VTA har också kunnats kopplas till hjärnans uppskattade värde av belöningar, vilket på engelska kallas "reward predictive cue". Detta styrks då minskad aktivering av dopaminerga neuroner i NAc, har setts reducera den excitatoriska effekten som hjärnans prediktiva signaler har på NAc.

### Olika funktioner i skal och kärna
Senare studier har kunnat bevisa en skillnad mellan effekten av dopaminerg utsöndring i skalet av NAc och i dess kärna. Undersökningar av effekten av skador på den inre delen av NAc  visade en försvagning av det så kallade drogsökande beteendet. Samma undersökning visade endast en mild påverkan på effekten av en belöning. Det indikerar att målinriktade beteenden, som till exempel drogsökande, regleras av kärnan. Medan de mera belönande effekterna, d.v.s uppskattningen, är beläget i skalet.
Detta kan tänkas vara förvirrande då det har nämnts tidigare i artikeln att MDS inte reglerar uppskattning. Dock måste det kommas ihåg att NAc inte bara är en del av MDS nervbanor utan också andra. I samband med de nervbanorna kan NAc vara en del av uppskattning av belöning.

## MDS-relaterade sjukdomar
Dysfunktion i MDS har kunnats kopplas till ett flertal patogena tillstånd såsom beroende, klinisk depression och schizofreni. Dessa kan vara väldigt allvarliga och i värsta fall leda till att den drabbade avlider.

### Beroende
Förhöjd dopaminerg transmission i VTA, till exempel till följd av intag av droger, har föreslagits som en stark bidragande orsak till utvecklandet av beroende. Denna hypotes kallas "The dopamine hypothesis in addiction". I studier där elektrofysiologiska analysmetoder använts, har påvisat ett samband mellan intag av droger och förändrad projektionsfrekvens av dopaminerga neuroner i VTA.
Teorin "Incentive sensitization Theory of Addiction" förklarar effekten av den tidigare hypotesen. Den sistnämnda påstår att förhöjd dopaminerg transmission i VTA orsakar en hyperkänslighet i MDS. Detta i sin tur leder till en ökad vilja att uppsöka och konsumera substansen. Viktigt att notera är att detta inte följer ett ökat gillande av belöningen, utan kan till och med minska "gillandet" på grund av ökad tolerans. Förenklat kan det sägas att det sker en obalans mellan sökandet och uppskattandet av en substans.
Ökad sensitivitet i MDS kommer påverka formen av MDS-neuronen. Studier har även visat på att en långsiktig ökning av densiteten av förgreningar på dendriter hos NAc neuroner som uttrycker D1-receptorn till följd av en hyperkänslig MDS nervbana.

### Klinisk depression
Studier har visat att klinisk depression har en stark koppling till förändrad aktivitet i MDS. Detta genom upptäckt av att drogabstinens och kronisk stress, som båda skapar olika sorters depressiva tillstånd, inhiberar den dopaminerga aktiviteten i NAc. Defekter i belöningssystemet tros också vara en medverkande faktor i bildandet av anhedoni, vilket är ett karakteristiskt drag av depression.
Impulsivitet leder till en högre risk för självmord, vilket kan vara en konsekvens av klinisk depression. Dess mekanism är trodd vara kopplad till de centrala nätverken i NAc, då studier har sett att vissa skador i NAc försvagar det drog-sökande beteendet, vilket är av impulsiv karaktär.

### Schizofreni
Schizofreni karakteriseras av en dysfunktion i emotionell reglering, perception och processering av känslor. Förändrad MDS aktivitet tros ha en koppling till denna sjukdom. Studier där  människor och djur har givits dopaminhöjande centralstimulanter, som till exempel amfetamin, har visat inducera ett psykotiskt tillstånd hos dem som är likt det av schizofreni.
Det finns dock ett flertal schizofrenirelaterade fenomen som inte kan förklaras av dysfunktion i MDS. Till exempel så uppkommer shizofreniliknande stadier vid intag av den psykedeliska drogen PCP. Denna fungerar via blockering av den glutamerga receptorn NMDAR och har då ingen koppling till MDS. Sammantaget kan det sägas att det finns en koppling mellan MDS och schizofreni, men att den inte är helt klarlagd.